# Miloševići (gmina Šavnik)
Miloševići (cyr. Милошевићи) – wieś w Czarnogórze, w gminie Šavnik. W 2011 roku liczyła 9 mieszkańców.